# Kannewurff

Wappen derer von Kannewurff

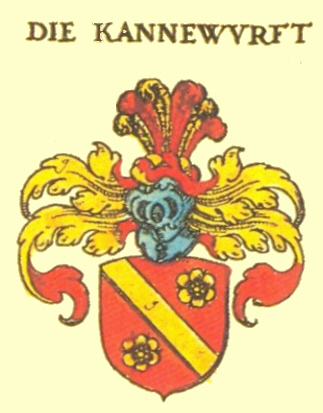
Wappen derer von Kannewurf in Siebmachers Wappenbuch (1605)

Die adlige Familie von Kannewurff, modernisiert auch Kannewurf, (auch Canewerf, Kanneworff, Kannawurf, Kannaworf, Kanworf) ist altes thüringisch-sächsisches, im Querfurtischen beheimatetes Ministerialengeschlecht, mit dem gleichnamigen Stammsitz auf Kannawurf, mit Gütern im Stifte Merseburg und zwischen Kindelbrück und Sachsenburg an der Wipper.

## Geschichte
Erstmals wurde 1221 ein Albertus de Canneworfin und 1245 Albert de Kannewerfen urkundlich erwähnt. Schon 1350 verlassen die Kannawurfer ihren Stammsitz und veräußern ihn.
Später sitzen sie auf Albersroda, Bendeleben, Buttstädt, Beuna, Freyburg, Gehofen, Gleina (vor 1398), Grussnitz, Heiligenkreuz, Kelbra, Klein Liebenau, Merseburg, Mücheln, Niederbeuna (bis 1748), Pretzschendorf, Peina, Pfannengüter zu Halle/Saale, Schnellroda, Steigra, Trebra, Weischütz (vor 1383), kurzfristig hatten sie auch Güter in Burgscheidungen und Kirchscheidungen.
Verwandt sind sie unter anderem mit denen von Scheidingen, von Rockhausen, von Haldeck, von Uichteritz.
1497 wird Rulf von Cannaworfin als bambergischer Lehnsträger bezeichnet.
In der Kirche von Schnellroda hatte die Familie 200 Jahre lang ihr Erbbegräbnis. Dort befindet sich ein Epitaph des Hans von Kannewurf († 1540). 1627 verkaufte Hans Caspar von Kannewurf das Gut in Gleina. Im Naumburger Dom befindet sich in der Eingangshalle das Epitaph Heinrich Burkhart von Kannewurf auf Albersroda und Gleina. Im 18. Jahrhundert kam die Familie nach Ostpreußen, Kreis Lyck, wo 1806 Rudolf von Kannewurf Herr auf Baitkowen (1938 bis 1945: Baitenberg) war. Horst von Kannewurff ist noch 1932 dort nachweisbar (1855–1939), ihm folgte in minorenn sein jüngster 1931 geborener Sohn Friedrich-Wilhelm von Kannewurff.
Adlige bzw. bürgerliche Nachfahren der Familie ließen sich auch in Dänemark, Norwegen, den USA und den Niederlanden nieder. Eine besondere Häufigkeit des Namens Kannewurf, mit Hinblick auf die Einwohnerzahl, ist in dem Ort Gatersleben in Sachsen-Anhalt zu verzeichnen. Aus diesem Kreis lässt sich sogar eine Verbreitung des Namens Kannewurf in den Stuttgarter Raum und gegenwärtig sogar bis in den südamerikanischen Raum, speziell Brasilien, herstellen.

## Wappen
Blasonierung: „In Rot ein goldener Schrägrechtsbalken, begleitet von zwei goldenen Rosen.“ Auf dem Helm mit rot-goldenen Decken ein aus der rot-goldenen Helmwulst wachsendes rotes Einhorn.

## Persönlichkeiten
- Heinrich Gottlieb von Kannewurf (1726–1799), preußischer Generalleutnant und Kriegsminister
- Rudolf von Kannewurff (1804–1858), deutscher Rittergutsbesitzer und Parlamentarier
- Ernst von Kannewurff (1850–1907), deutscher Verwaltungsjurist